# Langues austriques
La superfamille des langues austriques est une construction théorique de la linguistique regroupant des langues d'Asie du Sud-Est, du Pacifique et du sous-continent indien. Cette super-famille rassemble les familles austronésienne (Asie du Sud-Est insulaire, Océanie et Madagascar) et austroasiatique (Asie du Sud-Est continentale, est de l'Inde et Bangladesh). L'hypothèse d'une relation génétique entre les deux familles n'est pas acceptée par tous les linguistes.
L'idée d'une super-famille austrique fut émise pour la première fois en 1906 par le missionnaire allemand Wilhelm Schmidt. Schmidt avança des arguments phonologiques, morphologiques et lexicaux pour démontrer l'existence de cette super-famille, mais les éléments lexicaux furent rejetés par la communauté des linguistes. L'hypothèse austrique n'est donc généralement pas acceptée. 
En 1942, le linguiste Paul K. Benedict proposa une super-famille qui incluait non seulement les langues austronésiennes et austroasiatiques, mais aussi les langues taï-kadaï et hmong-mien (ou miao-yao). Cette hypothèse est presque universellement rejetée aujourd'hui.
Certains linguistes[Qui ?] pensent que des similitudes morphologiques récemment découvertes entre les langues nicobar (qui sont de la famille des langues môn-khmer, donc austroasiatiques) et l'austronésien démontrent une relation génétique entre l'austronésien et l'austroasiatique. Or, l'hypothèse de contacts est plus plausible : des locuteurs de langues austroasiatiques peuplaient la péninsule malaise (aujourd'hui austronésienne) : il reste un substrat austroasiatique (cf. Diffloth, noms de petits animaux comme le crabe) et au niveau génétique, présence de O2a-PK4, représentative de l'expansion austroasiatique.  
Laurent Sagart propose une famille STAN (sinotibéto-austronésienne) regroupant sino-tibétain et austronésien. L'austronésien de Sagart correspond aux langues formosiennes et extra-formosiennes (austronésien + taï-kadai). S'appuyant sur une hypothèse antérieure de Stanley Starosta, il relie STAN et Austroasiatique dans une famille "est-asienne" (east-asian). Cette conjecture, basée à la fois sur des cognats linguistiques, sur des preuves archéologiques liées à la culture des céréales et sur des observations génétiques, revisite l'ancienne famille austrique.
Historique des hypothèses d'apparentement de familles de langues en Asie de l'Est (in The peopling of East Asia) :
- Macro-Sino-Tibétain : Shafer 1966-74, Li 1976, Xing 1999 : Chinois + Tibéto-Birman + Taï-Kadai (+ Hmong-Mien)
- Austrique : Schmidt 1906, Reid 1994, Blust 1998, Higham 1996 : Austronésien + Austroasiatique
- Austro-Thai : Benedict 1942 : Austronésien + Taï-Kadai
- Yangzian : Davies 1909, Haudricourt 1966, Peiros 1998, Starosta 2005 : Austroasiatique + Hmong-Mien
- Sino-Caucasien : Starostin 1991/1984 : Sino-Tibétain + Nord-caucasien + Iénisséien
- Sino-Tibétain-Austronésien (STAN) : Sagart 2001 : Sino-Tibétain + Austronésien (incluant le Taï-Kadai)
- Greater-Austric : Benedict 1942, Ruhlen 1991, Peiros 1998 : Austro-Thai + Austroasiatique
- Macro-Austrique : Schiller 1987 : Austronésien + Austroasiatique + Sino-Tibétain + Hmong-Mien + Taï-Kadai
- Pan-Sino-Austronésien : Zhengzhang 1993-1995, Pan 1995 : Austronésien + Austroasiatique + Sino-Tibétain + Hmong-Mien + Taï-Kadai
- Est-Asien : Starosta 2005 : (Sino-Tibétain + Yangzian) + Austronésien
- Est-Asien (2) : Sagart 2005 : STAN + Yangzian (ou STAN + Austroasiatique, car avis réservé sur l'intégration ou non du Hmong-mien).